# Edward James Gay (Politiker, 1816)

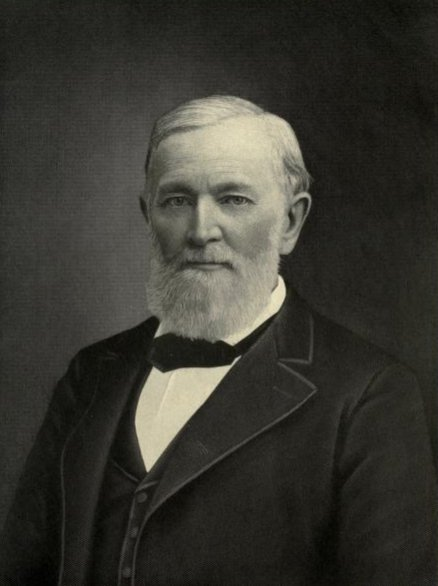
Edward James Gay

Edward James Gay (* 3. Februar 1816 in Liberty, Bedford County, Virginia; † 30. Mai 1889 im Iberville Parish, Louisiana) war ein US-amerikanischer Politiker. Zwischen 1885 und 1889 vertrat er den Bundesstaat Louisiana im US-Repräsentantenhaus.

## Werdegang
Im Jahr 1820 zog Edward Gay mit seinen Eltern zunächst nach Illinois und dann im Jahr 1824 nach St. Louis in Missouri. In Belleville (Illinois) erhielt er einige Jahre Privatunterricht. In den Jahren 1833 und 1834 besuchte er das Augusta College in Kentucky. Zwischen 1838 und 1860 arbeitete er in St. Louis im Handel. Noch vor dem Ausbruch des Bürgerkrieges zog er nach Louisiana, wo er ebenfalls im Handel, aber auch in der Landwirtschaft tätig wurde. Im Jahr 1861 sprach er sich gegen den Austritt des Staates Louisiana aus der Union aus. Nachdem dieser Schritt aber dennoch vollzogen wurde, stand er fest hinter der Sache der Konföderation. In seiner neuen Heimat wurde er zum ersten Präsidenten der Zuckerbörse von New Orleans ernannt.
Politisch wurde Gay Mitglied der Demokratischen Partei. Bei den Kongresswahlen des Jahres 1884 wurde er im dritten Wahlbezirk von Louisiana in das US-Repräsentantenhaus in Washington, D.C. gewählt, wo er am 4. März 1885 die Nachfolge von William P. Kellogg antrat. Nach zwei Wiederwahlen konnte er bis zu seinem Tod am 30. Mai 1889 im Kongress verbleiben. Danach fiel sein Mandat nach einer Nachwahl an seinen Schwiegersohn Andrew Price.
Gay war der Großvater des gleichnamigen Edward James Gay (1878–1952), der zwischen 1917 und 1921 für Louisiana im US-Senat saß.